# Surnom hypocoristique
 (mai 2018).
Si vous disposez d'ouvrages ou d'articles de référence ou si vous connaissez des sites web de qualité traitant du thème abordé ici, merci de compléter l'article en donnant les références utiles à sa vérifiabilité et en les liant à la section « Notes et références ».
Un surnom hypocoristique est une forme abrégée ou diminutive d'un nom individuel (Jacquot...). Il est généralement créé – affectueux ou familier – par l'entourage immédiat, avant d'être adopté par les étrangers.
Il doit être distingué des sobriquets, au contraire, qui viennent du dehors : si beaucoup sont simplement descriptifs, d'autres sont nettement péjoratifs, marqués par la malignité publique. 